# Castanotherium leium
Castanotherium leium är en mångfotingart som beskrevs av Chamberlin 1921. Castanotherium leium ingår i släktet Castanotherium och familjen Zephroniidae. Inga underarter finns listade i Catalogue of Life.